# 上野松次郎 (6代)

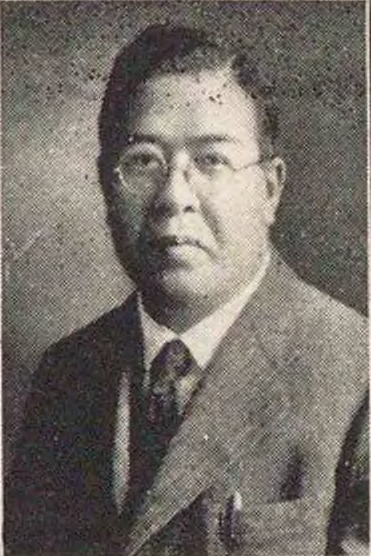
6代 上野松次郎

6代上野 松次郎（うえの まつじろう、1887年〈明治20年〉8月 - 1954年〈昭和29年〉10月5日）は、日本の商人（油屋、肥料商）、政治家（貴族院議員）、栃木県多額納税者、実業家。前名・順一。勲四等。

## 人物
栃木県宇都宮市出身。上野松次郎の長男。1936年、父・松次郎の隠居により家督を相続し、翌1937年に6代目松次郎を襲名し、家業の肥料商を継承した。
また銀行、会社の重役であった。宇都宮商工会議所会頭、栃木県農工銀行頭取、下野貯蓄銀行頭取。また1925年（大正14年）に鹿沼銀行、宇都宮銀行、下野実業銀行、喜連川銀行、烏山産業銀行、今市銀行が合同して発足した下野中央銀行の頭取となった。
さらに下野製紙、下野印刷、旭土地、上野松次郎商店各代表取締役、栃木県幼稚園連合会長などをつとめた。
政界では1918年（大正7年）以降、栃木県会議員、同参事会員、宇都宮市会議員を歴任。1939年（昭和14年）貴族院多額納税者議員に互選され、同年9月29日に就任し、研究会に属して活動し1947年（昭和22年）5月2日の貴族院廃止まで在任した。
1942年、脳溢血に倒れ、56歳で現役を退いた。1954年、行年68歳で没した。住所は栃木県宇都宮市本郷町。

## 家族・親族
上野家
- 父・五代松次郎（1860年 - 1939年、前名・豊次郎、油屋、肥料商、衆議院議員、上野松次郎商店代表取締役）
- 母・タミ（1867年 - ?、祖父・松次郎の長女）[1]
- 妻・まさ（1891年 - ?、茨城、武藤久兵衛の妹）[4][7]

親戚
- 田村新蔵（埼玉県多額納税者、東武商事代表取締役、農業、洋紙、砂糖、小麦粉販売業、前名・章四郎）